# Маслама ибн Абдел-Малик
Маслама Ибн Абдел-Малик (на арабски: مسلمة بن عبد الملك; на старогръцки: Μασαλμᾶς, Masalmas; роден около 685 г. – 24 декември 738) е принц от династията на Омаядите и един от най-известните арабски пълководци през първите десетилетия на VIII век. Води няколко военни кампании срещу Византийската империя и Хазарския каганат. Най-известно е участието му в обсадата на Константинопол, в която търпи поражение.
Син е на халифа Абд ал Малик ибн Маруан и робиня и няма право на престола, за разлика от тримата си полубратя, които стават халифи. Става известен с военните си успехи, като първо се споменава във връзка с военен поход в Киликия (705 г.). Името му става известно след наказателна експедиция срещу Тиана (дн. Кемерхисар, Турция) през зимата на 707 – 708 г., когато успява да задържи армията си в обсада, да разгроми изпратените от византийците подкрепления и да превземе града.